# Macaranga denticulata
Macaranga denticulata là một loài thực vật có hoa trong họ Đại kích. Loài này được (Blume) Müll.Arg. mô tả khoa học đầu tiên năm 1866.